# Odontocerum lusitanicum
Odontocerum lusitanicum är en nattsländeart som beskrevs av Malicky 1975. Odontocerum lusitanicum ingår i släktet Odontocerum och familjen böjrörsnattsländor. Inga underarter finns listade i Catalogue of Life.